# Helicostylis tomentosa
Espèce
Statut de conservation UICN

 LC  : Préoccupation mineure
Helicostylis tomentosa est une espèce de plantes à fleurs de la famille des Moraceae.

## Description
C'est un arbre.

## Répartition et habitat
On trouve l'espèce en Guyane française.

## Statut de protection
L'espèce est protégée en Guyane.